# 뉴욕은 언제나 사랑 중
《뉴욕은 언제나 사랑 중》(영어: The Accidental Husband)은 미국에서 제작된 그리핀 던 감독의 2008년 로맨틱 코미디 영화이다. 우마 서먼, 콜린 퍼스, 제프리 딘 모건 등이 출연하였고, 밥 야리 등이 제작에 참여하였다.

## 출연진
- 우마 서먼
- 콜린 퍼스
- 제프리 딘 모건
- 샘 셰퍼드
- 이사벨라 로셀리니
- 브룩 애덤스
- 키어 둘레이
- 저스티나 머차도
- 린지 슬론
- 아제이 나이두
- 서리타 차우두리
- 닉 샌다우
- 마이클 모즐리
- 크리스티나 클리브
- 게리 카울링

## 기타 제작진
- 배역: 실라 재피
- 미술: 마크 리커
- 세트: 리나 디앤절로
- 의상: 데이비드 C. 로빈슨